# Ópályi
Ópályi là một thị trấn thuộc hạt Szabolcs-Szatmár-Bereg, Hungary. Thị trấn này có diện tích 26,72 km², dân số năm 2010 là 2890 người, mật độ 108 người/km².